# Little Brother
Little Brother, med pocketboksupplagans undertext (i svensk översättning) Storebror ser dig. Vem tittar tillbaks?, är en roman av Cory Doctorow, utgiven på Tor Books, 2008. Romanen utspelar sig i en nära framtid och följer en grupp tonåringar i San Francisco, som efter ett terroristangrep på stadens San Francisco–Oakland Bay Bridge och BART leder till att de tvingas försvara sig själva och andra mot Department of Homeland Security (DHS)s systematiska angrepp på invånarnas grundlagsfästa friheter. Boken vann Prometheuspriset 2009 och var Hugo nominerad roman 2009.
Romanen finns ännu inte på svenska, men den kom hösten 2009 ut på nynorska, utgiven av Det Norske Samlaget. Det engelska originalet kan fritt laddas ned med en Creative Commons licens.

## Sammandrag
Huvudpersonen Marcus Yallow, 17 år, även känd som sitt web-nick w1n5t0n, råkar befinna sig i närheten, då San Francisco–Oakland Bay Bridge sprängs av terroristerna. Tillsammans med fyra vänner blir han arresterad av USA:s departement för inrikes säkerhet (DHS). Tre av dem slipper ut igen efter några dagar av nedbrytande förhör, och möter då en stad som är i färd med att bli fullständigt övervakad av DHS. Marcus bestämmer sig för att ta upp kampen mot det han ser som ett systematiskt angrepp på grundläggande medborgerliga rättigheter. Första steget på den vägen tas via ett hemligt nätverk baserat på modifierade Xboxar med operativsystemet Paranoid Linux.
DHS framställes som en brutal ockupant, något som må ses som en framskriving av mycket av det som har skett, i USA (bland annat med Patriot Act) liksom EU:s Datalagringsdirektiv och utsträckt Kameraövervakning). Även om scenarierna som presenteras i boken är extrema, så finns argument för att de är långt ifrån orealistiska.

## Mottagande
Boken fick positiva omdömen i USA av New York Times och Steven Gould, som skrev Jumper.
Hanna Fahl i DN har i en krönika I den nya vågen av dystopisk litteratur frodas framtidstron och kampviljan exemplifierat sin framställning med Little Brother. Hon menar att den har ett relativt hårt techperpektiv och att Doctorow vågar dra dagsaktuella teman som övervakning och informationsfrihet ett steg längre än de flesta, utan att tappa thrillertempot.

### Utmärkelser
- 2009 John W. Campbell Memorial Award[3]
- 2009 Prometheuspriset[4]
- 2009 Sunburst Award[5]
- 2009 White Pine Award[6]

## Uppföljare
Little Brother har en uppföljare, boken "Homeland" som publicerades 2013.